# گاه‌شماری میلادی
۱۹ اردیبهشت ۱۴۰۴ خورشیدی
۹ مه ۲۰۲۵ میلادی
گاه‌شماری میلادی یا تقویم میلادی یک گاهشماری با ریشهٔ مسیحی است که هم‌اکنون در بیشتر از ۹۵درصد کشورهای جهان استفاده می‌شود و یک تقویم بین‌المللی است. این گاه‌شماری برگرفته از گاه‌شماری ژولینی با مبدأ میلاد عیسی است و نخست از سوی آلویسیوس لیلیوس که پزشکی از اهالی کالابریا بود، پیشنهاد شد. تعدیل کبیسه‌گیری این گاه‌شماری در ۲۴ فوریهٔ ۱۵۸۲ از سوی پاپ گریگوری سیزدهم پذیرفته شد و از آن پس به گاه‌شماری گریگوری (گِرِگوری) مشهور شد ولی در ایران و کشورهای عربی به آن تقویم میلادی می‌گویند.
گاه‌شماری گریگوری ابتدا در میان کشورهای کاتولیک اروپا و سپس در میان پروتستان‌ها و ارتدکس‌ها پذیرفته‌شد. در میان کشورهای اروپایی، یونان آخرین کشوری بود که در سال ۱۹۲۳ اقدام به پذیرش این گاه‌شماری کرد. ژاپن، کشور کره و چین به‌ترتیب در سال‌های ۱۸۹۵، ۱۸۷۲ و ۱۹۱۲ گاه‌شماری میلادی را پذیرفتند. امروزه در اکثر کشورهای جهان، همچنین اغلب کشورهای اسلامی، گاه‌شماری میلادی به‌عنوان تقویم رسمی شناخته می‌شود. مصر در سال ۱۸۷۵ و ترکیه در تاریخ ۲۶ دسامبر ۱۹۲۵ تصویب و از اول ژانویه سال ۱۹۲۶ اقدام به پذیرش تقویم میلادی کردند. عربستان سعودی آخرین کشور اسلامی است که در سال ۲۰۱۶ تقویم میلادی را به‌عنوان تقویم رسمی کشور انتخاب و جایگزین تقویم ام‌القری (مبتنی بر تقویم هجری قمری) کرد.
طبق آمار جهانی در اوت ۲۰۲۰، کشورهای ایران با ۸۳ میلیون جمعیت، افغانستان با ۳۸ میلیون جمعیت، اتیوپی با ۱۱۲ میلیون جمعیت، و نپال با ۲۹ میلیون جمعیت، تنها کشورهای جهان هستند که هنوز تقویم میلادی در آن‌ها تقویم رسمی به‌شمار نمی‌رود، ایران و افغانستان از تقویم هجری خورشیدی، و دو کشور دیگر هر یک از تقویم‌های متفاوتی استفاده می‌کنند که هیچ‌یک جهانی نیستند و در خارج از این کشورها کاربردی ندارند.
اختلاف ساعتی که در نقاط مختلفی از جهان وجود دارد باعث می‌شود که به‌طور مثال وقتی در کشوری نظیر ایران یا هر کشور دیگری یکم ژانویه باشد؛ همان موقع ممکن است که کشورهای دیگری یک روز جلوتر یا عقب‌تر باشد.

## تاریخچه و ویژگی‌ها
گاه‌شماری ژولینی (گاه‌شماری میلادی قدیم) که از گاه‌شماری رومی گرفته‌شده بود، در دورهٔ مسیحی با مبدأ میلادی پذیرفته شد. این گاه‌شماری ۳۶۵ روز بود که برای هر ۴ سال یک روز به روزهای سال اضافه می‌شد (سال ۳۶۵٫۲۵ روزه). به علت دقیق نبودن کسر سال نسبت به سال اعتدالی هر ۱۲۸ سال یک روز عقب می‌افتاد. در سال ۱۵۸۲ میلادی جهت تصحیح آن «گاه‌شماری گرگوری» (میلادی جدید) ایجادشد. در گاه‌شماری ژولیانی اعتدال بهاری در سال ۳۲۵ میلادی که شورای نیقیه تشکیل شده بود در ۲۱ مارس صورت گرفته بود و در سال ۱۵۸۲ به ۱۱ مارس افتاده بود و ده روز عقب مانده بود. در گاه‌شماری گرگوری ده روز از تاریخ حذف گردید و کبیسه‌گیری‌های یکنواخت چهارساله نسبتاً کاهش یافت بدینگونه که سال‌های قرن غیرقابل قسمت به ۴۰۰ (مانند: ۱۷۰۰، ۱۸۰۰ و ۱۹۰۰) بدون کبیسه‌گیری باشند. در نتیجه، با احتساب سال گریگوری ۳۶۵٫۲۴۲۵ روز (نسبت به سال حقیقی ۳۶۵٫۲۴۲۱۹۸۷۹ روز) میزان دقت گاه‌شماری میلادی را به عقب‌ماندگیِ یک روز در هر ۳٬۳۲۰ سال رساند.
طول زمانیِ سال گریگوری -> ۳۶۵٬۲۴۲۵ روز = (۳:۴۰۰) - ۳۶۵٬۲۵
دورهٔ عقب‌ماندگی یک‌روزهٔ گاه‌شماری گریگوری -> ۳۳۲۰ سال = (تفاضل سال حقیقی با گریگوری): ۱

### کبیسه‌گیری
کبیسه‌گیری تقویم میلادی دارای دو دورهٔ زمانی است. در دورهٔ ژولینی سال‌های مضرب عدد ۴ کبیسه‌اند. در دورهٔ گریگوری هر چهار سال یک‌بار (سال‌های مضرب ۴) کبیسه است، با این استثنا که در سال‌های رأس سده، تنها سال‌های مضرب عدد ۴۰۰ کبیسه‌اند. در تصحیح گاه‌شماری میلادی، با حذف ده روز از تقویم ژولینی، روزِ پس از پنجشنبه ۴ اکتبر ۱۵۸۲ ژولینی، جمعه ۱۵ اکتبر گریگوری است؛ و ازنظر تاریخی، روزهای ماقبل ۵ اکتبر ۱۵۸۲ میلادی بر اساس گاه‌شماری ژولینی در نظر گرفته می‌شود و عملاً ده روز از تاریخ میلادی حذف‌شده قلمداد می‌شود.
در شبه جزیره ایبری، ایتالیا و لهستان بعد از پنجشنبه ۴ اکتبر جمعه ۵ اکتبر نبود بلکه ۱۵ اکتبر بود که ۱۰ رور از روزهای تاریخ برای رفع خطاهای تقویم جولیان برداشته شد. در فرانسه و می‌سی‌سی‌پی (ایالات متحده آمریکا)، یکشنبه ۹ دسامبر با ۲۰ دسامبر میلادی دنبال شد.

## ماه‌های میلادی

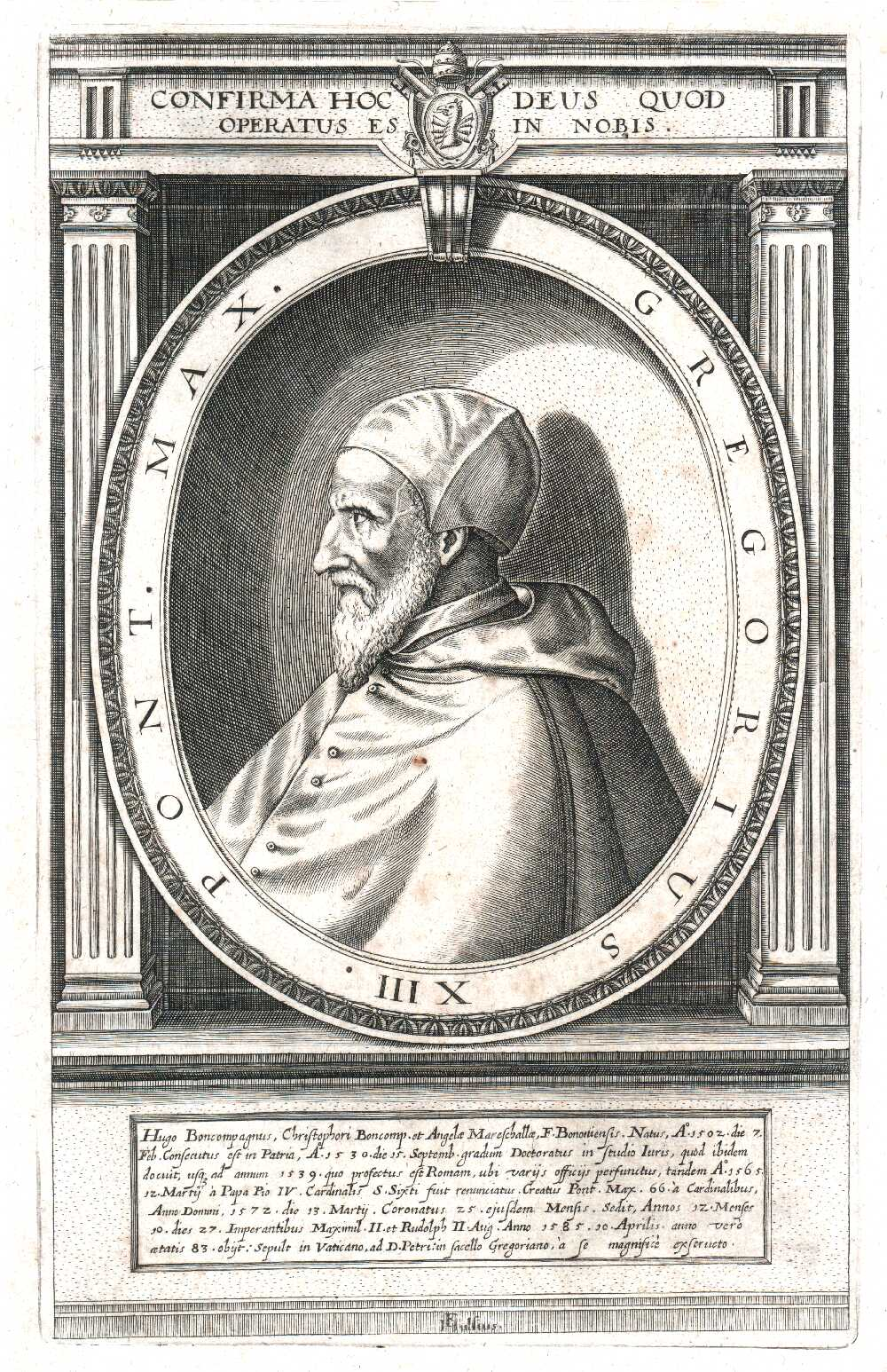
یک حکاکی از پاپ گریگوری سیزدهم، ایجادشده در اوایل قرن ۱۷

هر سال در گاه‌شماری گرگوری ۱۲ ماه دارد. نام ماه‌های میلادی رایج در ایران از زبان فرانسوی وارد فارسی ایران شده است که البته با تلفظ اصیل و درست فرانسوی کمی متفاوت هستند، همچنین نام و املای فرانسوی آن‌ها با همتای انگلیسی خود نیز کمی متفاوت است. نام‌های رایج در فارسی افغانستان از زبان انگلیسی، و نام‌های رایج در فارسی تاجیکستان از زبان روسی هستند.
فهرست نام ماه‌های گاه‌شماری میلادی و تعداد روزهای آنها:
| ماه | نام فرانسوی | املای فرانسوی | نام انگلیسی    | املای انگلیسی | نام روسی             | املای روسی | شمار روز |
| --- | ----------- | ------------- | -------------- | ------------- | -------------------- | ---------- | -------- |
| ۱   | ژانویه      | Janvier       | جَنیوئری        | January       | یَنوَر                 | январ      | ۳۱       |
| ۲   | فوریه       | Février       | فبیوئری        | February      | فیروْرَل               | феврал     | ۲۸ یا ۲۹ |
| ۳   | مارس        | Mars          | مارچ           | March         | مَرت                  | март       | ۳۱       |
| ۴   | آوریل       | Avril         | اِیپریل (آپریل) | April         | اَپریل (با یای مجهول) | апрел      | ۳۰       |
| ۵   | مه          | Mai           | مِی             | May           | مَی                   | май        | ۳۱       |
| ۶   | ژوئن        | Juin          | جون (جوئن)     | June          | اییُن                 | июн        | ۳۰       |
| ۷   | ژوئیه       | Juillet       | جولای          | July          | اییُل                 | июл        | ۳۱       |
| ۸   | اوت         | Août          | آگِست یا آگوست  | August        | اَوْگُست                | август     | ۳۱       |
| ۹   | سپتامبر     | Septembre     | سِپتِمبِر         | September     | سینتْیَبر              | сентябр    | ۳۰       |
| ۱۰  | اکتبر       | Octobre       | آکتُبِر یا اُکتُبِر | October       | اوکتیَبر              | октябр     | ۳۱       |
| ۱۱  | نوامبر      | Novembre      | نُوِمبِر          | November      | نویَبر                | ноябр      | ۳۰       |
| ۱۲  | دسامبر      | Décembre      | دِسِمبِر          | December      | دیکَبر                | декабр     | ۳۱       |

## کاستی‌های گاه‌شماری میلادی
نقص نخست گاه‌شماری گریگوری، سرآغاز سال است که امروزه ۱ ژانویه به صورت جهانی رسمی شناخته شده است. پیش‌تر در این‌باره اتفاق‌نظری میان کشورها و فرقه‌های مسیحی نبود. با توجه به اینکه اول ژانویه برابر با ۱۰ یا ۱۱ دی گاه‌شماری خورشیدی (اوایل زمستان در نیم کرهٔ شمالی و اوایل تابستان در نیم کرهٔ جنوبی) است، این زمان از لحاظ حرکت انتقالی زمین و در مقایسه با سرآغاز گاه‌شماری‌های معتبر جهان برای آغاز سال مناسب نیست. از همین جاست که اشکال‌های بزرگ در ازمنهٔ تاریخ برای آن به وجود آمده است (چنان‌که سال مالی کشورهایی که از این تقویم استفاده می‌کنند با سال میلادی منطبق نیست و تقریباً از اوایل فروردین آغاز می‌شود).
گاه‌شماری میلادی با وضعیت فصلها و موقعیت خاص زمین مانند اعتدالین و انقلابین هم خوانی ندارد و شمار روزهای هر ماه نیز نامنظم است. سرآغاز سال و سرآغاز ماه‌ها در گاه‌شماری مسیحی کلاً قراردادی هستند و به مسائل نجومی یا حرکت انتقالی زمین مربوط نیستند و با بروج سروکاری ندارند. برای بهره‌گیری از این روش هیچ دلیل منطقی وجود ندارد و از سوی دیگر در طول تاریخ بسیاری به دلخواه دخل و تصرفی در این گاه‌شماری کرده‌اند.
هم چنین این گاه‌شماری پایهٔ دقیق مذهبی ندارد و مشکلات مذهبی مسیحیان را برطرف نکرده است و ایام مذهبی را به‌طور دقیق مشخص نمی‌کند و برای تعیین این ایام باید از تقویم قمری کمک گرفت و منجمین ناچارند هر سال با کمک گرفتن از روش اپاکت (Epacte) محل آن را در ماه‌های قمری پیدا کنند؛ در نتیجه عید پاک در فاصلهٔ ۲۲ مارس تا ۲۵ آوریل دائماً در تغییر است همچون سایر اعیاد و روزهای مذهبی مسیحیان و مسلمانان.

### پیشنهاد جایگزینی تقویم میلادی
کاستی‌های تقویم میلادی برخی را به فکر تدوین یک تقویم معتبر جهانی انداخته است چنان‌که چنین طرحی در سازمان ملل مطرح شد که به جایی نرسید. در گذشته نیز پس از انقلاب فرانسه به فکر تغییر تقویم در این کشور افتادند و تقویم جمهوری فرانسه را جایگزین تقویم میلادی کردند. از آن جمله شخصی به نام سیلون مارشال طرحی ارائه داد که مورد تأیید انجمن ریاضی‌دانان و کنگرهٔ ملی فرانسه قرار گرفت. سرآغاز سال در این تقویم اعتدال پاییزی و مبدأ آن سال ۱۷۸۷ (انقلاب فرانسه) بود که البته بعداً منسوخ شد.